# 개벌

개벌 전후의 숲

개벌(clearcutting)은 산의 모든 나무를 밀어버리는 벌채법이다. 숲을 없애고 경작지로 사용하거나 새로 한 종류의 나무를 심기 위해 주로 행해진다. 개벌은 해당 지역의 대부분 또는 모든 나무를 균일하게 벌채하는 임업/벌목 관행이다. 보호목 및 종자 나무 수확과 함께 산림 관리인은 특정 유형의 산림 생태계를 만들고 풍부한 햇빛이 필요하거나 크고 균등한 연령의 임분에서 자라는 특정 종을 장려하는 데 사용된다. 일부 국가의 벌목 회사와 산림 노동자 조합은 과학적, 안전 및 경제적 이유로 관행을 지지하는 반면, 비방하는 사람들은 이를 자연 서식지를 파괴하고 기후 변화에 기여하는 삼림 벌채의 한 형태로 간주한다. 환경 운동가, 전통 소유주, 지역 주민 및 기타 사람들은 봉쇄 및 비폭력 직접 행동을 통해 벌목에 반대하는 정기적인 캠페인을 벌여 왔다.
개벌은 가장 일반적이고 경제적으로 수익성 있는 벌목 방법이다. 그러나 이는 표토 손실과 같은 해로운 부작용을 초래할 수도 있으며, 그 비용은 경제, 환경 및 기타 이해관계에 따라 치열한 논쟁을 벌이고 있다. 벌목은 목재를 수확하는 목적 외에도 농업을 위한 토지를 만드는데도 사용된다. 궁극적으로 토지에 대한 개벌의 효과는 산림이 얼마나 잘 관리되는지, 그리고 개벌 후 산림 이외의 토지 이용으로 전환되는지 여부에 따라 달라진다.
개간을 통한 온대 및 열대 삼림 벌채는 최근 몇 년간 언론의 상당한 주목을 받았지만 아한대 삼림으로도 알려진 타이가와 같은 세계의 다른 대규모 삼림 역시 급속한 발전의 위협을 받고 있다. 러시아, 북미, 스칸디나비아에서는 보호 구역을 조성하고 나무를 돌보고 재생하여 향후 수확량을 극대화하기 위한 장기 임대를 허용하는 것이 개벌의 유해한 영향을 제한하는 데 사용되는 수단 중 하나이다. 말레이시아의 파소 열대우림 연구와 같이 개간된 산림에 대한 장기 연구는 전 세계 산림 자원 보존에 대한 통찰력을 제공하는 데에도 중요하다.

## 같이 보기
- 서식지 파괴
- 산림 파괴